# Dragiša Đoković
Dragiša Đoković (Jasenovo Polje, Nikšić, 19. mart 1922. — Podgorica, 4. jul 2002) bio je crnogorski i jugoslovenski univerzitetski profesor i političar.

## Biografija
Rođen je 1922. godine u Jasenovom Polju kod Nikšića, kao najstarije dijete Vukašina (barjaktara crnogorske vojske, koji se borio u Bitki na Skadru 1913. godine zajedno sa svojim ocem, tj. Dragišinim djedom Mirkom) i Sofije (rođene Radonjić). Dragiša je učesnik NOR-a i Pljevaljske bitke 1941. godine. Diplomirao je na Pravnom fakultetu u Beogradu, sa specijalizacijom u SAD. Poslije specijalizacije, postao je profesor na Ekonomskom i Pravnom fakultetu u Podgorici, kao i prorektor Univerziteta „Veljko Vlahović”. Na Ekonomskom fakultetu je predavao od njegovog osnivanja 1960. godine, pa sve do 1992. godine, a na Pravnom fakultetu od 1990. do 1992. godine. Obavljao je dužnosti: sekretara Sekretarijata Privrednog savjeta Vlade FNRJ za kapitalnu izgradnju; direktora u Željezari „Boris Kidrič” u Nikšiću; potpredsjednika Opštine Nikšić; republičkog sekretara za opšte privredne poslove (tj. ministra finansija) u periodu 1965-1969; generalnog direktora Narodne banke Jugoslavije za Crnu Goru u periodu 1963-1965; republičkog sekretara za finansije; člana SIV-a (tj. ministra Savezne vlade) u periodu 1969-1971, kada je Mitja Ribičič bio predsjednik Saveznog izvršnog vijeća; republičkog i saveznog poslanika. Kao član SIV-a, učestvovao je na više međunarodnih skupova i bio stalni predstavnik Jugoslavije u SEV-u u Moskvi. Takođe je bio i dopisni član Crnogorske akademije nauka i umjetnosti. Izdao je trotomnu knjigu „Ogledi iz monetarne ekonomije Crne Gore” 2001. godine. Suprug je Ivanke Đoković, jednog od prvih pedijatara u Crnoj Gori, sa kojom ima dvoje djece. Otac je Nebojše Đokovića. Preminuo je u Podgorici, 4. jula 2002. godine.